# Gran Premio di superbike di Magny-Cours 1991
Il Gran Premio di Superbike di Magny-Cours 1991 è stato disputato il 29 settembre sul Magny-Cours e ha visto la vittoria di Doug Polen in gara 1, lo stesso pilota si è ripetuto anche in gara 2.
Per la gara in territorio francese, undicesima prova del campionato mondiale Superbike 1991, è stato nuovamente cambiato il circuito su cui viene disputata, dopo il circuito di Le Mans e quello del Paul Ricard, quest'anno viene disputato a Magny-Cours. Sarà anche l'ultima prova del campionato mondiale Superbike disputatasi in Francia sino al ritorno in occasione del campionato mondiale Superbike 2003.

## Risultati

### Gara 1

#### Arrivati al traguardo[3]
| Pos. | Nº | Pilota                | Motocicletta | Tempo     | Griglia | Punti |
| ---- | -- | --------------------- | ------------ | --------- | ------- | ----- |
| 1º   | 23 | Doug Polen            | Ducati       | 40:06.750 | 2º      | 20    |
| 2º   | 1  | Raymond Roche         | Ducati       | +0:03.440 | 10º     | 17    |
| 3º   | 27 | Fred Merkel           | Honda        | +0:03.650 | 8º      | 15    |
| 4º   | 4  | Robert Phillis        | Kawasaki     | +0:04.080 | 1º      | 13    |
| 5º   | 7  | Terry Rymer           | Yamaha       | +0:04.700 | 4º      | 11    |
| 6º   | 5  | Carl Fogarty          | Honda        | +0:40.170 | 7º      | 10    |
| 7º   | 3  | Stéphane Mertens      | Ducati       | +0:46.850 | 11º     | 9     |
| 8º   | 16 | Brian Morrison        | Yamaha       | +0:49.680 | 15º     | 8     |
| 9º   | 10 | Jari Suhonen          | Yamaha       | +0:50.300 | 6º      | 7     |
| 10º  | 74 | Bruno Bammert         | Yamaha       | +0:58.200 | 13º     | 6     |
| 11º  | 66 | Piergiorgio Bontempi  | Kawasaki     | +1:03.560 | 14º     | 5     |
| 12º  | 24 | Jeffry de Vries       | Yamaha       | +1:03.850 | 21º     | 4     |
| 13º  | 67 | Jean-Michel Mattioli  | Yamaha       | +1:04.360 | 22º     | 3     |
| 14º  | 20 | Edwin Weibel          | Ducati       | +1:18.510 | 23º     | 2     |
| 15º  | 55 | Christer Lindholm     | Yamaha       | +1:27.380 | 12º     | 1     |
| 16º  | 30 | Juan López Mella      | Honda        | +1:32.440 | 30º     |       |
| 17º  | 40 | Marcel Kellenberger   | Yamaha       | +1:40.270 | 33º     |       |
| 18º  | 75 | Robert Chesaux        | Honda        | +1:52.700 | 16º     |       |
| 19º  | 94 | Christophe Guyot      | Honda        | +1:53.240 | 26º     |       |
| 20º  | 48 | Daniel Amatriaín      | Honda        | +1 giro   | 9º      |       |
| 21º  | 51 | Bruno Bonhuil         | Yamaha       | +1 giro   | 28º     |       |
| 22º  | 49 | Serge David           | Honda        | +1 giro   | 25º     |       |
| 23º  | 35 | Peter Rubatto         | Yamaha       | +1 giro   | 17º     |       |
| 24º  | 79 | Jean-Pierre Imstepf   | Ducati       | +1 giro   | 31º     |       |
| 25º  | 69 | José María Sagardogui | Yamaha       | +1 giro   | 29º     |       |

#### Ritirati
| Nº | Pilota            | Motocicletta | Giri     | Griglia |
| -- | ----------------- | ------------ | -------- | ------- |
| 28 | Florian Ferracci  | Ducati       | +9 giri  | 32º     |
| 29 | Steve Manley      | Yamaha       | +12 giri | 34º     |
| 63 | Jean-Luc Romanens | Yamaha       | +12 giri | 36º     |
| 9  | Giancarlo Falappa | Ducati       | +14 giri | 3º      |
| 61 | Thierry Crine     | Kawasaki     | +20 giri | 24º     |
| 2  | Fabrizio Pirovano | Yamaha       | +21 giri | 5º      |

### Gara 2

#### Arrivati al traguardo[4]
| Pos. | Nº | Pilota                | Motocicletta | Tempo     | Griglia | Punti |
| ---- | -- | --------------------- | ------------ | --------- | ------- | ----- |
| 1º   | 23 | Doug Polen            | Ducati       | 38:54.920 | 2º      | 20    |
| 2º   | 1  | Raymond Roche         | Ducati       | +0:27.540 | 10º     | 17    |
| 3º   | 3  | Stéphane Mertens      | Ducati       | +0:30.750 | 11º     | 15    |
| 4º   | 7  | Terry Rymer           | Yamaha       | +0:34.480 | 4º      | 13    |
| 5º   | 4  | Robert Phillis        | Kawasaki     | +0:37.350 | 1º      | 11    |
| 6º   | 2  | Fabrizio Pirovano     | Yamaha       | +0:44.820 | 5º      | 10    |
| 7º   | 5  | Carl Fogarty          | Honda        | +0:45.260 | 7º      | 9     |
| 8º   | 9  | Giancarlo Falappa     | Ducati       | +0:45.840 | 3º      | 8     |
| 9º   | 20 | Edwin Weibel          | Ducati       | +0:46.030 | 23º     | 7     |
| 10º  | 27 | Fred Merkel           | Honda        | +0:46.940 | 8º      | 6     |
| 11º  | 16 | Brian Morrison        | Yamaha       | +0:48.700 | 15º     | 5     |
| 12º  | 10 | Jari Suhonen          | Yamaha       | +0:51.940 | 6º      | 4     |
| 13º  | 48 | Daniel Amatriaín      | Honda        | +0:52.280 | 9º      | 3     |
| 14º  | 24 | Jeffry de Vries       | Yamaha       | +1:03.930 | 21º     | 2     |
| 15º  | 37 | Philippe Mouchet      | Yamaha       | +1:09.840 | 19º     | 1     |
| 16º  | 55 | Christer Lindholm     | Yamaha       | +1:10.250 | 12º     |       |
| 17º  | 74 | Bruno Bammert         | Yamaha       | +1:12.210 | 13º     |       |
| 18º  | 30 | Juan López Mella      | Honda        | +1:20.820 | 30º     |       |
| 19º  | 28 | Florian Ferracci      | Ducati       | +1:33.550 | 32º     |       |
| 20º  | 79 | Jean-Pierre Imstepf   | Ducati       | +1:35.380 | 31º     |       |
| 21º  | 40 | Marcel Kellenberger   | Yamaha       | +1:44.060 | 33º     |       |
| 22º  | 49 | Serge David           | Honda        | +1:44.680 | 25º     |       |
| 23º  | 69 | José María Sagardogui | Yamaha       | +1 giro   | 29º     |       |
| 24º  | 29 | Steve Manley          | Yamaha       | +1 giro   | 34º     |       |
| 25º  | 63 | Jean-Luc Romanens     | Yamaha       | +1 giro   | 36º     |       |

#### Ritirati
| Nº | Pilota               | Motocicletta | Giri     | Griglia |
| -- | -------------------- | ------------ | -------- | ------- |
| 67 | Jean-Michel Mattioli | Yamaha       | +2 giri  | 22º     |
| 51 | Bruno Bonhuil        | Yamaha       | +18 giri | 28º     |